# Fenders
Fenders es una banda danesa que también ha tenido los nombres Drengene y Bandjo.
Fenders fue fundada en 1975 y ha cambiado de nombre y de miembros a lo largo de su trayectoria. En el momento de actuar en el Festival de Eurovisión tenía el nombre Drengene, pero lo cambiaron por el de Bandjo, y estaba formada por cinco componentes Peter Stub, Anders Tind, Carsten Kolster, Brian Thomsen y Helge Engelbrecht. Su primer intento de participar en el Festival de Eurovisión fue en 1982, cuando concursaron en el Dansk Melodi Grand Prix, allí quedaron cuartos, volvieron a intentarlo en 1986, en esa ocasión acabaron en tercera posición. Finalmente en 1987 consiguieron ganar, actuando junto a la cantante danesa Anne Cathrine Herdorf. Juntos representaron a su país con el tema "En lille melodi" ("Una pequeña melodía"), consiguiendo acabar en quinta posición. 
La banda volvió a llamarse Fenders (Defensas) y volvieron en 1992 al Danks Melodi Grand Prix, acabando en tercera posición. También lo intentaron en 2000 pero no consiguieron acabar entre los finalistas.